# Ragan Smith
Pour les articles homonymes, voir Smith.
Ragan Smith est une gymnaste artistique américaine, née le 8 août 2000 à Snellville, dans l'État de Géorgie.

## Biographie
Lors des Championnats du monde à Montréal en 2017, elle peut prétendre à deux titres en se classant 1re des qualifications au sol et 2e au concours général individuel, mais elle se blesse durant les échauffements avant la finale du concours général et doit déclarer forfait.

## Palmarès

### Championnats du monde
- Doha 2018
  -  médaille d'or au concours général par équipes

- Montréal 2017
  - 1re des qualifications au sol mais forfait pour la finale
  - 2e des qualifications au concours général individuel mais forfait pour la finale

### Coupe du monde
- American Cup 2017
  -  médaille d'or au concours général individuel

### Autres compétitions internationales
- Trophée de Jesolo 2016
  -  médaille d'or au concours général par équipes
  -  médaille d'argent au concours général individuel
  -  médaille d'argent à la poutre
  -  médaille d'argent au sol

- Pacific Alliance Championship 2016 à Everett
  -  médaille d'or au concours général par équipes
  -  médaille d'or à la poutre

- U.S. Classic 2017 à Chicago
  -  médaille d'or à la poutre
  -  médaille d'or aux barres asymétriques

### Compétitions nationales
- Championnats des États-Unis 2017 à Anaheim
  -  médaille d'or au concours général individuel
  -  médaille d'or à la poutre
  -  médaille d'or au sol
  -  médaille de bronze aux barres asymétriques